# 원천정
거창 원천정(居昌 原泉亭)은 대한민국 경상남도 거창군 가조면 장기리에 있는, 원천 전팔고(1540∼1612) 선생이 후배양성에 전념하기 위해 지은 정자이다. 1997년 12월 31일 경상남도의 문화재자료 제251호로 지정되었다.

## 개요
원천정은 원천 전팔고(1540∼1612) 선생이 후배양성에 전념하기 위해 지은 정자로, 임진왜란(1592) 때 의병들의 비밀모의 장소로 이용하기도 하였다.
조선 선조 20년(1587)에 처음 지은 정자는 양쪽에 방을 1칸씩 만들고 가운데 마루를 2칸으로 한 4칸짜리 목조기와집이었는데, 숙종 10년(1684) 낡은 것을 후배들이 고치면서 구조를 변경하였다. 현재는 앞면 4칸·옆면 1칸 규모이며, 지붕은 옆면에서 볼 때, 사람 인(人)자 모양인 맞배지붕으로 꾸몄다. 왼쪽으로 마루 2칸·오른쪽으로 방 2칸을 들였고 방 앞에 난간을 설치하였다.
정자에는 서숙이 인조 14년(1636)에 지은 『원천정사기』와 숙종 10년(1684)에 임동익이 지은 『원천 정사 중창 상량문』, 정온, 조경, 오장 세 사람이 지은 시가 걸려 있다.

## 참고 문헌
- 원천정 - 국가유산청 국가유산포털